# Johanna (Hachberg-Sausenberg)

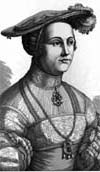
Johanna von Hochberg

Johanna von Hachberg-Sausenberg (auch Johanna von Hochberg; französisch Jeanne de Hochberg oder Jehanne de Hochberg) (* zwischen 1485 und 1487; † 23. September 1543 in Époisses) war von 1503 bis 1512 und von 1529 bis 1543 regierende Gräfin von Neuchâtel.

## Familie
Johanna war die Tochter des Markgrafen Philipp von Hachberg-Sausenberg und der Maria von Savoyen. Amadeus IX. von Savoyen war ihr Großvater und Olivier de Hochberg (ein illegitimer Sohn des Markgrafen Rudolf IV. von Hachberg-Sausenberg) war ihr Onkel.
1504 heiratete sie Louis I. von Orléans-Longueville († 1516) aus der illegitimen Nebenlinie Orléans-Longueville des französischen Königshauses, mit dem sie vier Kinder hatte:
- Claude (* 1508; † 1524)
- Louis II. (* 1510; † 1536) ⚭ Marie de Guise, Tochter von Claude de Lorraine, duc de Guise
  - François III. (* 1535; † 1551), Graf von Neuchâtel als Nachfolger von Jeanne
- Charlotte (* 1512; † 1549); ⚭ Philipp von (Savoyen)

- François (* 1513; † 1548), Marquis de Rothelin[2] ⚭ Jacqueline de Rohan († 1587), Tochter von Charles de (Rohan)
  - Léonor (* 1540; † 1573), Graf von Neuchâtel als Nachfolger von François III.

## Der Röttler Erbstreit
Aufgrund eines 1490 zwischen den Markgrafen Philipp von Hachberg-Sausenberg und Christoph I. von Baden abgeschlossenen Vertrages über eine Erbvereinigung die beiderseitigen Besitzungen im Breisgau betreffend, besetzte Christoph die Herrschaften Rötteln und Badenweiler, sowie die Landgrafschaft Sausenberg unmittelbar nach Bekanntwerden des Todes von Philipp. Johanna und ihre Mutter riefen die eidgenössischen Stände Bern, Fribourg, Solothurn und Luzern an, mit denen sie im Burgrecht standen. Sie erhoben Anspruch auf das Erbe Philipps im Breisgau, da er gemäß den Bestimmungen in seinem Heiratsvertrag den Vertrag über die Erbvereinigung gar nicht hätte eingehen dürfen. Nachdem die Eidgenossen sich zunächst vehement für die Gräfinnen eingesetzt und dem Markgrafen teilweise mit Krieg gedroht hatten, entspannte sich die Situation Ende 1503. Maria und Johanna schickten auf einen angesetzten Verhandlungstag keine Vertreter mehr, verzichteten aber auch nicht auf ihren Anspruch. Da Christoph Tatsachen geschaffen hatte und das einflussreiche Bern keinen Krieg wollte, blieb es beim Status quo.
Bern wollte vermitteln und griff den 1490 von Philipp verfolgten Plan einer Heiratsverbindung zwischen Johanna und dem Haus Baden wieder auf. Ursprünglich war an eine Heirat mit Christophs Sohn, Philipp gedacht. Nachdem dieser Plan vom französischen König hintertrieben worden war, hatte Philipp jedoch im Januar 1503 Elisabeth von der Pfalz geheiratet. Nun brachte Bern einen der jüngeren Söhne Christophs, Ernst ins Spiel, was aber von Johanna und ihrer Mutter abgelehnt wurde.
Der 1503 begonnene Rechtsstreit vor dem Reichskammergericht wurde erst am 28. August 1581 auf Vermittlung von Bern beigelegt. Die vormundschaftliche Regierung der Markgrafschaft Baden-Durlach, vertreten durch die Mutter des Markgrafen Ernst Friedrich von Baden-Durlach, Anna von Pfalz-Veldenz, erklärte sich bereit, eine Abstandszahlung von 225 000 Gulden an das Haus Orléans-Longueville zu leisten. Für das Haus Orléans-Longueville verzichtete Marie de Bourbon, die Witwe von Herzog Leonor und Mutter von Henri und François von Orléans-Longueville, auf alle Ansprüche auf die Herrschaften im Breisgau. Das Haus Orléans-Rothelin führte allerdings weiterhin den Titel marquis de Rothelin.

## Die Ansprüche des Hauses Châlon auf die Grafschaft Neuenburg

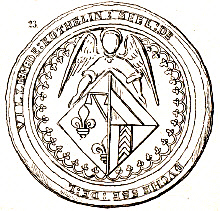
Siegel der Jeanne de Hochberg nach 1504

Die Ländereien der Grafschaft Neuenburg waren seit 1288 ein Reichslehen an die Grafen von Châlon, das diese als Afterlehen den Grafen von Neuenburg gegeben hatten. Als 1395 die Grafen von Neuenburg mit Gräfin Isabelle ausstarben, erbte deren Neffe, Graf Konrad III. von Freiburg, die Grafschaft, was durch die Lehensherren akzeptiert wurde, obwohl kein Rechtsanspruch auf das Erbe bestand. Konrad stützte sich auf das Testament der Isabella. Nebenlinien des Hauses Neuenburg hatten aufgrund einer früheren Realteilung keine Ansprüche. Hingegen hatten die Grafen von Châlon als Lehensherren aufgrund des Reichslehensrechts das Recht, die Grafschaft Neuenburg als erledigtes Lehen einzuziehen und neu zu vergeben. Graf Johann IV. von Châlon erkannte das Testament der Gräfin Isabelle nicht an, belehnte aber 1397 doch Konrad von Freiburg in einem Gnadenakt, ohne dessen Ansprüche anzuerkennen. 1424 folgte Johann von Freiburg seinem Vater unbestritten als Graf von Neuenburg. Nachdem Johann 1457 ohne Nachkommen verstorben war, ging entsprechend seiner Verfügung die Grafschaft an Rudolf IV. von Hachberg-Sausenberg über. Der Graf von Châlon, Louis II. de Chalon genannt le Bon, betrachtete das Lehen als erledigt, aber Rudolf schaffte vollendete Tatsachen und nahm die Grafschaft einfach in Besitz. Er wurde dabei von den Eidgenossen – insbesondere Bern – unterstützt, da man in den Fürsten von Châlons einen unbequemen Nachbarn sah. Bern erkannte am 7. April 1458 den Markgrafen als rechtmäßigen Herrn von Neuenburg an und erneuerte das Burgrecht mit ihm, worauf die Neuenburger Rudolf huldigten. Der Graf von Châlon versuchte sein Recht mit Hilfe von Papst und Kaiser zu erhalten, wurde aber überall bis zu seinem Tod im Jahre 1463 nur hingehalten, so dass sich Rudolf als Herrscher von Neuenburg etablieren konnte.
Nachdem das Haus Hachberg-Sausenberg mit Markgraf Philipp 1503 ausgestorben war und sich die Erbtochter Jeanne 1504 mit Louis I. d’Orléans-Longueville verheiratet hatte, machte Claude I. von Neuchâtel-Vaumarcus 1507 in Bern einen Vorstoß um Anerkennung als Herr von Neuchâtel als Lehen des Hauses Chalon. Dies scheiterte jedoch am Widerstand von Bern.

## Die Besetzung der Grafschaft Neuenburg durch die Eidgenossen (1511–1529)

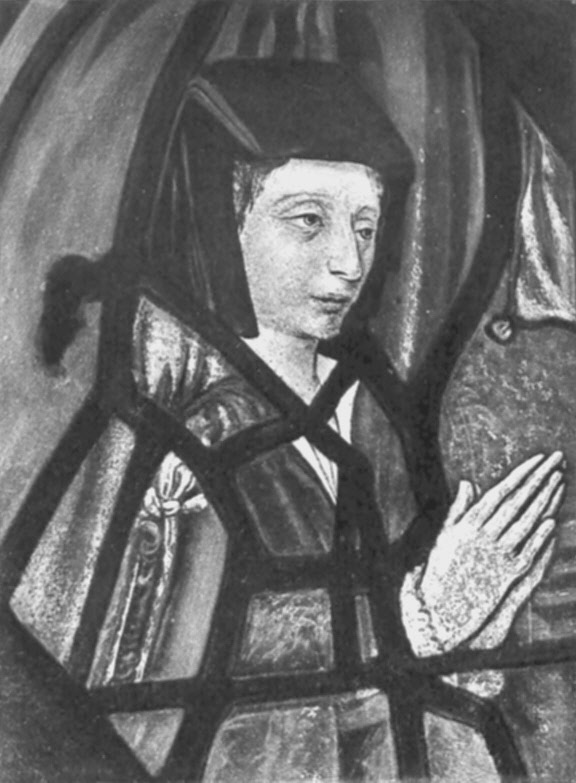
Jeanne de Hochberg – Ausschnitt aus einem bleiverglasten Kirchenfenster in der Kirche St-Aspais in Melun.

1509 lief das zu Beginn des Schwabenkrieges geschlossene Bündnis zwischen Frankreich und der Alten Eidgenossenschaft aus und beide Seiten zeigten wenig Interesse an einer Erneuerung. Der französische König Ludwig XII. hatte sich Kaiser Maximilian I. angenähert (Liga von Cambrai). Die Eidgenossen beteiligten sich 1511 an der
Heiligen Liga gegen die Expansionspolitik Ludwigs XII. in Norditalien.
Im November 1511 zogen die Eidgenossen über den Gotthard bis vor Mailand. Bereits während dieses Winterfeldzugs besetzten Truppen von Bern und Solothurn die Grafschaft Neuenburg, um ihre Grenze im Nordwesten gegen Frankreich zu sichern. Da der Ehemann von Jeanne de Hochberg, Ludwig I. von Orléans-Longueville, bei der französischen Armee diente und Neuenburger Söldner dem französischen Heer zuführte, wurde die von ihm mitregierte Grafschaft zum Sicherheitsrisiko erklärt. Aufgrund des Protestes der anderen Kantone verständigten sich Bern und Solothurn zunächst mit Luzern und Fribourg im Juli 1512 auf eine gemeinsame Besetzung, da diese vier Kantone durch Burgrecht mit Neuenburg verbunden waren. Der Berner Ludwig von Diesbach wurde als erster Landvogt von Neuenburg eingesetzt. Die anderen Kantone hatten Bern und Solothurn unterstellt, dass sie unter dem Vorwand des Krieges gegen Frankreich eine eigennützige Expansionspolitik betrieben. Durch den Einbezug von Luzern und Fribourg änderte sich an der Haltung der anderen Kantone wenig und man drängte auf eine gemeinsame Verwaltung von Neuenburg durch die Eidgenossenschaft. Im Frühjahr 1513 wurden auch die übrigen Kantone an der Verwaltung von Neuenburg beteiligt. Jeanne de Hochburg bemühte sich beständig bei den Eidgenossen, eine Rückgabe der Grafschaft zu erreichen. Nach dem Tod ihres Gatten im Jahre 1516 war ja der Anlass zur Besetzung entfallen.
Am 12. Mai 1529 beschloss die Eidgenossenschaft gegen die Stimme von Uri, die Grafschaft Neuenburg an Jeanne de Hochberg zurückzugeben, und am 10. August fand die Übergabezeremonie statt. Bern behielt allerdings eine Schiedsrichterrolle für den Fall von Konflikten zwischen Bürgerschaft und Fürsten. Die Gräfin kehrte nicht nach Neuchâtel zurück und ließ die Grafschaft durch einen Statthalter, Georges de Rive, verwalten, der dieses Amt bis 1552 wahrnahm.

## Reformation
Während der eidgenössischen Verwaltung der Grafschaft behinderten die katholischen Kantone die Ausbreitung der Reformation. Nach der Rückgabe Neuenburgs an Jeanne de Hochberg im Jahre 1529 gewannen die Reformatoren unter dem Schutz von Bern zunehmend Einfluss, wobei sie von Guillaume Farel angeführt wurden. 1530 bekannten sich die meisten Gemeinden der Grafschaft Neuenburg und der Herrschaft Valangin zur Reformation und die Église réformée évangélique du canton de Neuchâtel entstand. Die Macht der Gräfin – die weiter katholisch blieb – nahm weiter ab, was sich durch eine neue Verfassung für die Stadt Neuchâtel 1537 weiter akzentuierte.
Aufgrund finanzieller Probleme versuchte Jeanne de Hochberg nach der Reformation, die Grafschaft an Bern zu verkaufen. Schließlich verpachtete sie 1536–1544 einen großen Teil der Einkünfte aus der Grafschaft an die Stadt Neuchâtel.

## Nachfolge

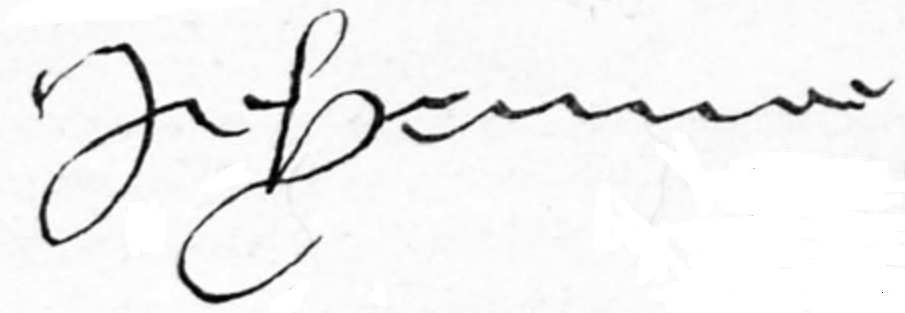
Unterschrift der Jeanne de Hochberg

Als Jeanne 1543 starb, waren ihre beiden ältesten Söhne, Claude und Louis († 1536), bereits tot. Nach den Regeln der Primogenitur stand die Nachfolge ihrem Enkel François, dem Sohn von Louis zu. Der Enkel war allerdings beim Tod von Jeanne erst 8 Jahre alt und starb selbst bereits 1551 im Alter von 16 Jahren.
Der dritte Sohn von Jeanne, François († 1548), übernahm zunächst für sechs Monate mit seinem gleichnamigen Neffen (dem Sohn seines Bruders Louis) gemeinschaftlich die Regierung. Danach übernahm der Großvater des kleinen François, der Herzog von Guise, die vormundschaftliche Regierung alleine. Die Mutter, Marie de Guise, hatte 1538 den schottischen König, Jakob V. geheiratet und lebte in Schottland, wo sie sich nach dem Tod des Königs (1542) um ihre Tochter, Maria Stuart (also eine Halbschwester von François) kümmern musste.

## Gedenken
In Neuchâtel gibt es eine rue Jehanne de Hochberg.